# Bafia Evolution
Bafia Evolution är en volleybollklubb i Bafia, Kamerun. Dess damlag har blivit kamerunska mästare sju gånger.